# L'isola di Katharina
L'isola di Katharina (Reiff für die Insel) è una serie televisiva tedesca prodotta dal 2012 al 2015 da ARD Degeto e Studio Hamburg. Protagonista, nel ruolo di Katharina Reiff, è l'attrice Tanja Wedhorn; altri interpreti principali sono Jan-Gregor Kremp, Eva Kryll, Lotte Flack, Joanna Ferkic.
La serie, composta da 5 episodi in formato di film-TV, è stata trasmessa in prima visione dall'emittente ARD 1: il primo episodio, intitolato Neubeginn, fu trasmesso in prima visione il 27 aprile 2012; l'ultimo, intitolato Katharina und der große Schatz, è stato trasmesso in prima visione il 23 ottobre 2015.
In Italia la serie è andata in onda in prima visione su Rai 2 dal 4 al 10 giugno 2019.

## Trama
Protagonista delle vicende è Katharina Reiff, una donna, che dopo aver lasciato il compagno che le era infedele, decide di allontanarsi da Berlino e di trasferirsi assieme alla figlia Nele di 16 anni sull'isola di Föhr, dove la madre Marianne gestisce una piccola pensione.

## Episodi
| Stagione       | Episodi | Prima TV originale | Prima tv Italia |
| -------------- | ------- | ------------------ | --------------- |
| Prima stagione | 5       | 2012               | 04/06/2019      |